# Phan Sĩ Thục
Phan Sĩ Thục (1822 – 1891), hiệu là Cố Trai, là một viên quan thời nhà Nguyễn.

## Tiểu sử
Phan Sĩ Thục quê ở xã Võ Liệt, huyện Thanh Chương, tỉnh Nghệ An. Ông sinh trong một gia đình nông dân nghèo, là con trai của Phan Sĩ Cung, một thầy thuốc giỏi chữ nho, và Nguyễn Thị Ứng.
Năm 1840 Phan Sĩ Thục đậu Tú tài, năm 1846 đậu Cử nhân, năm 1849 đậu Tiến sĩ. Tháng 4 năm 1851 ông được bổ nhiệm Tri phủ Cam Lộ, bắt đầu cuộc đời làm quan dưới triều Nguyễn.
Tháng 10 năm 1854 Phan Sĩ Thục làm tri phủ Kiến Thụy, một vùng dân trí không yên. Trong thời gian làm quan ở đây, ông đã dần làm cho vùng này yên ổn. Năm 1861 ông được bổ làm Ngự sử đạo Nam Trung, rồi được bổ chức Thị độc quản đạo Phú Yên. Năm 1864 ông làm đốc học Nghệ An, năm 1868 ông được điều về Kinh nhận chức Lang trung Bộ Lại.
Năm 1872 Phan Sĩ Thục làm Bố chánh Quảng Ngãi, rồi được chọn làm Chánh sứ sang nhà Thanh để giải quyết những vấn đề phức tạp về biên giới. Năm 1876 ông được cử làm Bố chánh Quảng Bình rồi thăng tuần phủ Quảng Trị. Năm 1878 ông thụ chức Trung phụng Đại phu, tham tri Bộ Binh kiêm chức phó Đô Ngự sử viện Đô sát, tuần vũ tỉnh Quảng Trị, Quảng Bình, đốc thúc Quân lương và phân phối lương thưởng. Năm 1882 ông bị giáng xuống chức Viên ngoại vì tỉnh bị bão lụt nhưng không kịp thời đến điều tệ. Tháng 10 cùng năm ông xin về hưu.
Năm 1890 quan lại trong triều xin khôi phục hàm Quang lộc Tự thiếu khanh cho Phan Sĩ Thục. Vua Thành Thái thăng cho ông hàm Triều liệt đại phu Quang lộc tự Thiếu khanh, cử làm đốc học Nghệ An. Đây là lần thứ hai ông được giao làm Đốc học ở quê hương.
Năm 1891, khi gần 70 tuổi Phan Sĩ Thục xin nghỉ hưu nhưng quan tỉnh yêu cầu lưu lại. Ngày 12 tháng 11 cùng năm ông mất tại công sở.

## Đánh giá
Phan Sĩ Thục tiếng là người thanh liêm, làm quan to mà khi mất không đủ đồ khâm liệm, không có nhà để rước linh cữu. Ông có lòng ưu ái, đặc biệt không có định kiến tôn giáo trong khi triều đình cấm đạo.

## Tác phẩm
Phan Sĩ Thục có sáng tác một số thơ văn. Tác phẩm của ông hiện còn những cuốn: Câu trình thuật phú, Câu trình thi tập và bài Tỳ bà tân thanh (văn Nôm, có khả năng là bản dịch từ chữ Hán).

## Vinh danh
Tên ông được đặt cho những con đường tại thành phố Vinh; quận Cẩm Lệ, thành phố Đà Nẵng (tên đặt chệch là Phan Sĩ Thực).